# Герб Старого Мерчика
Герб Старого Мерчика затверджений 19 жовтня 2004 р. рішенням Старомерчицької селищної ради.

## Опис герба
У зеленому полі срібна міська стіна, в чорному отворі воріт якої золота голова бика, над стіною два золоті листки дуба, у відділеній ламано тричі золотій главі — сині язики полум'я. Щит обрамований декоративним картушем і увінчаний срібною міською короною з трьома вежками. Під картушем синя девізна стрічка з написом «СТАРИЙ МЕРЧИК» та роком заснування — 1665.
Автор — О. Лісниченко.

## Значення символів
Срібний міський мур разом із зеленим тлом та золотими дубовими листками стилізовано символізують архітектурний ансамбль Старомерчицького палацу, паркових споруд і насаджень. Золота голова бика — домінуючий елемент археологічних знахідок античної доби. Синє полум'я у золотій главі є символом Юліївського газового родовища на території селища, ламана лінія виконана у формі літери «М», що вказує на первісну назву селища й річки та передає характер місцевого горбистого ландшафту.